# Parcul din Ismail
Parcul din Ismail (în ucraineană Міський сад Ізмаїла) este un parc și monument al naturii de tip peisagistic de importanță locală din raionul Ismail, regiunea Odesa (Ucraina), situat în orașul Ismail. 
Piața orașului a fost așezată în anul 1900 pe un amplasament din centrul zonei centrale din Ismail. Parcul propriu-zis a fost înființat prin decizia Consiliului orășenesc din 1912. Suprafața ariei protejate constituie 1,5 hectare. În prezent, peste 40 de specii de copaci și arbuști se găsesc pe teritoriul amenajat. 

## Galerie de imagini

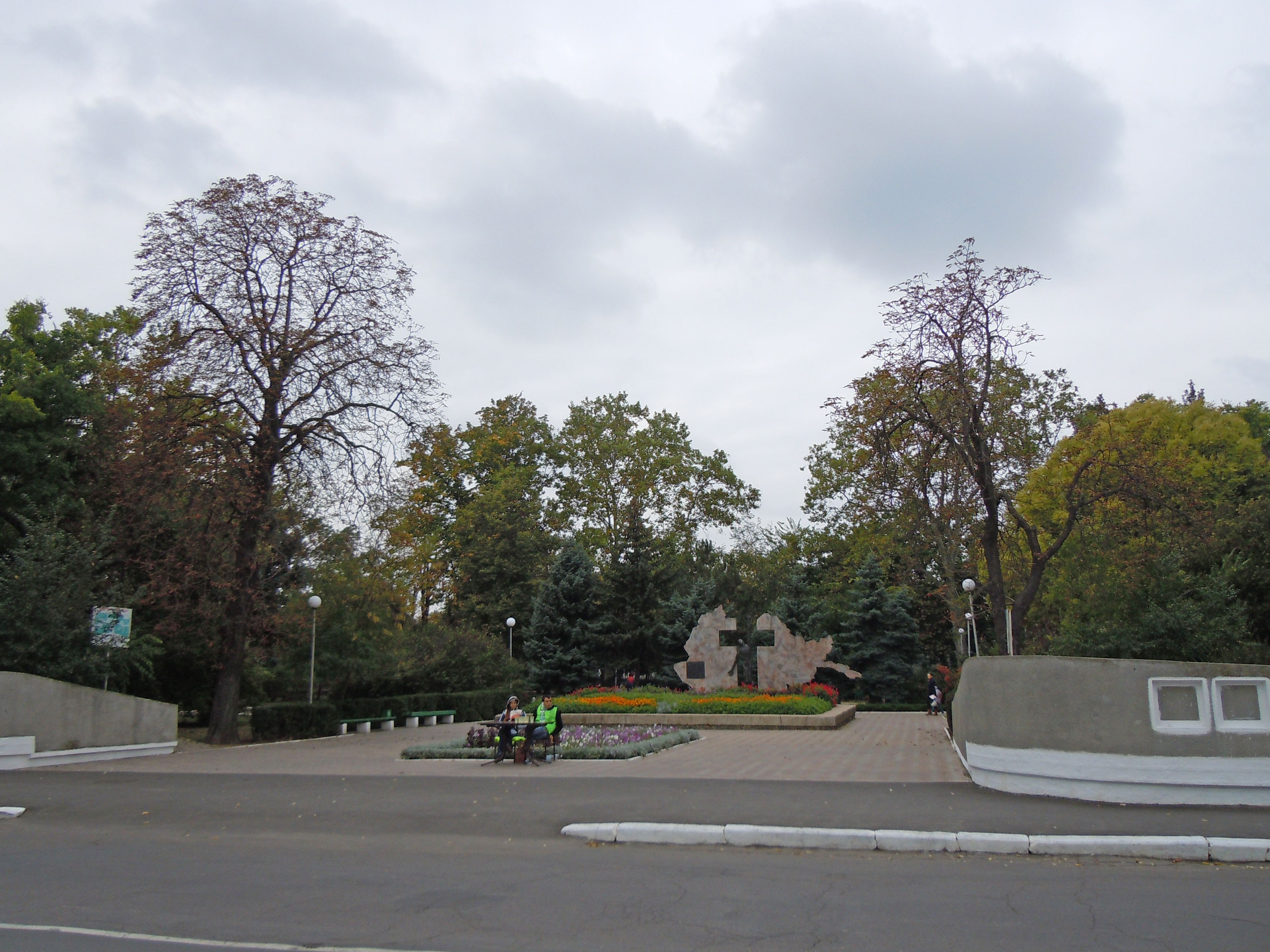
Intrarea centrală.
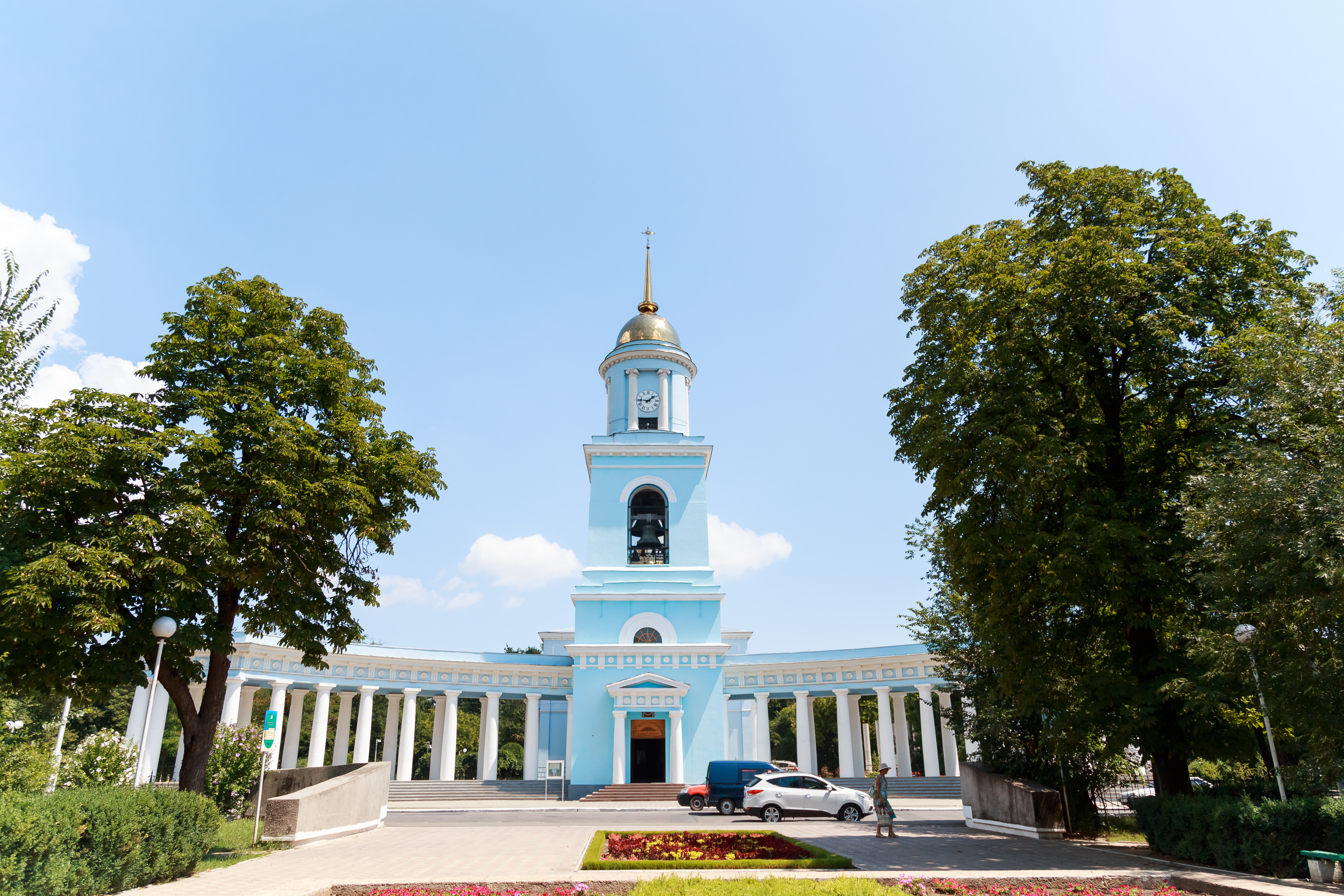
Vedere spre Catedrala Sf. Mijlocire din apropierea parcului.
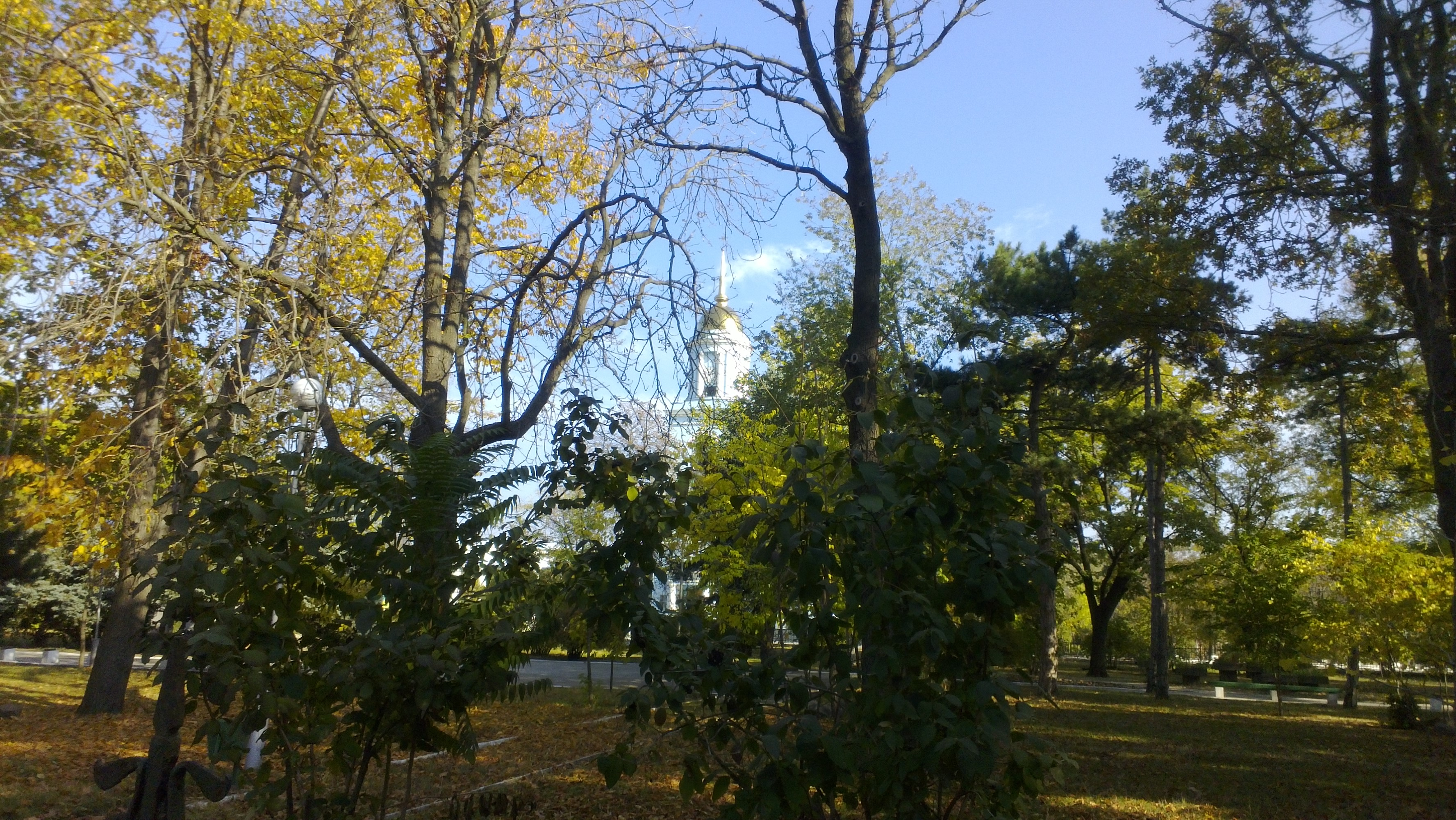
Toamna în parc.
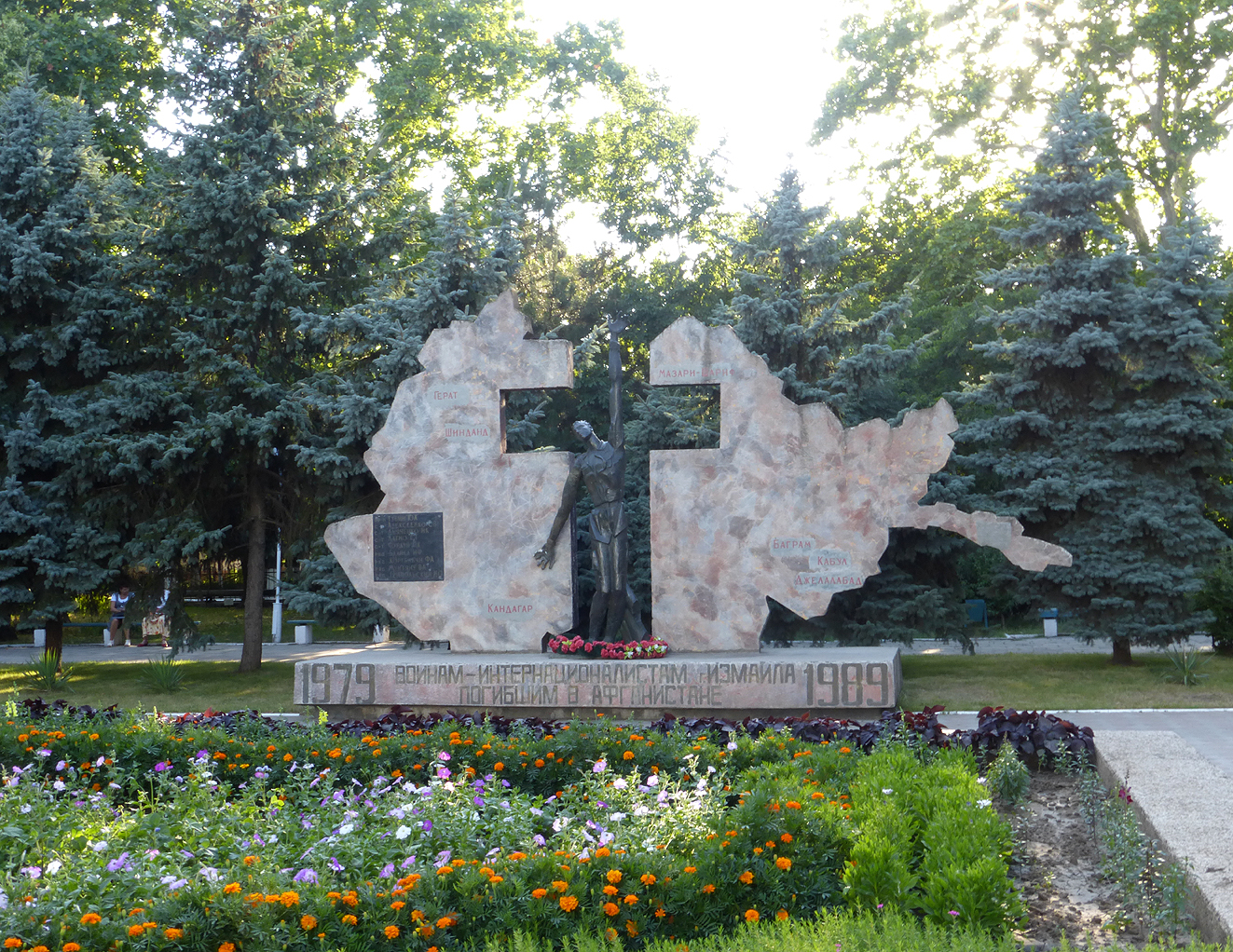
Memorialul războiului din Afganistan aflat pe teritoriul parcului.
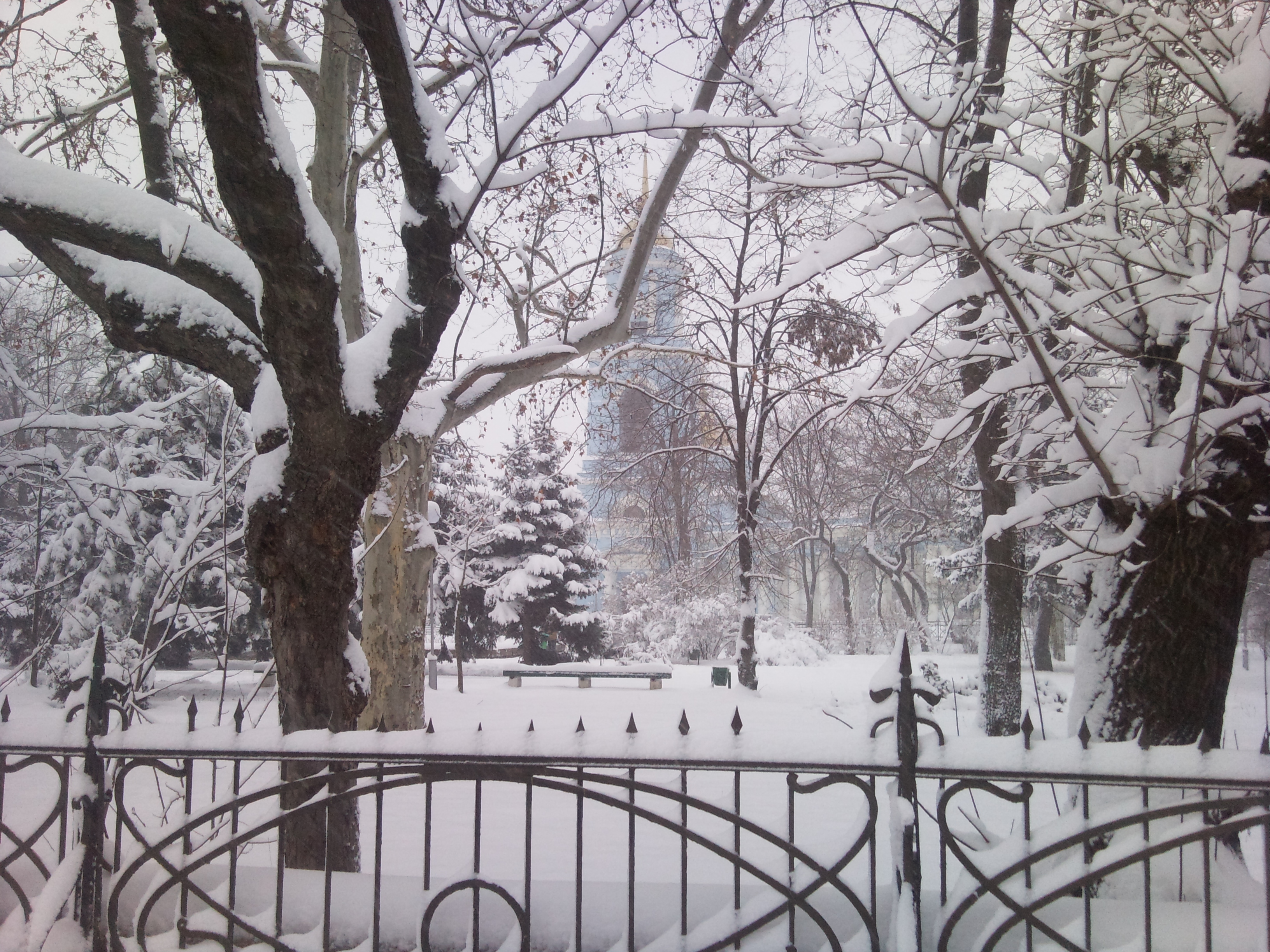
Iarna.
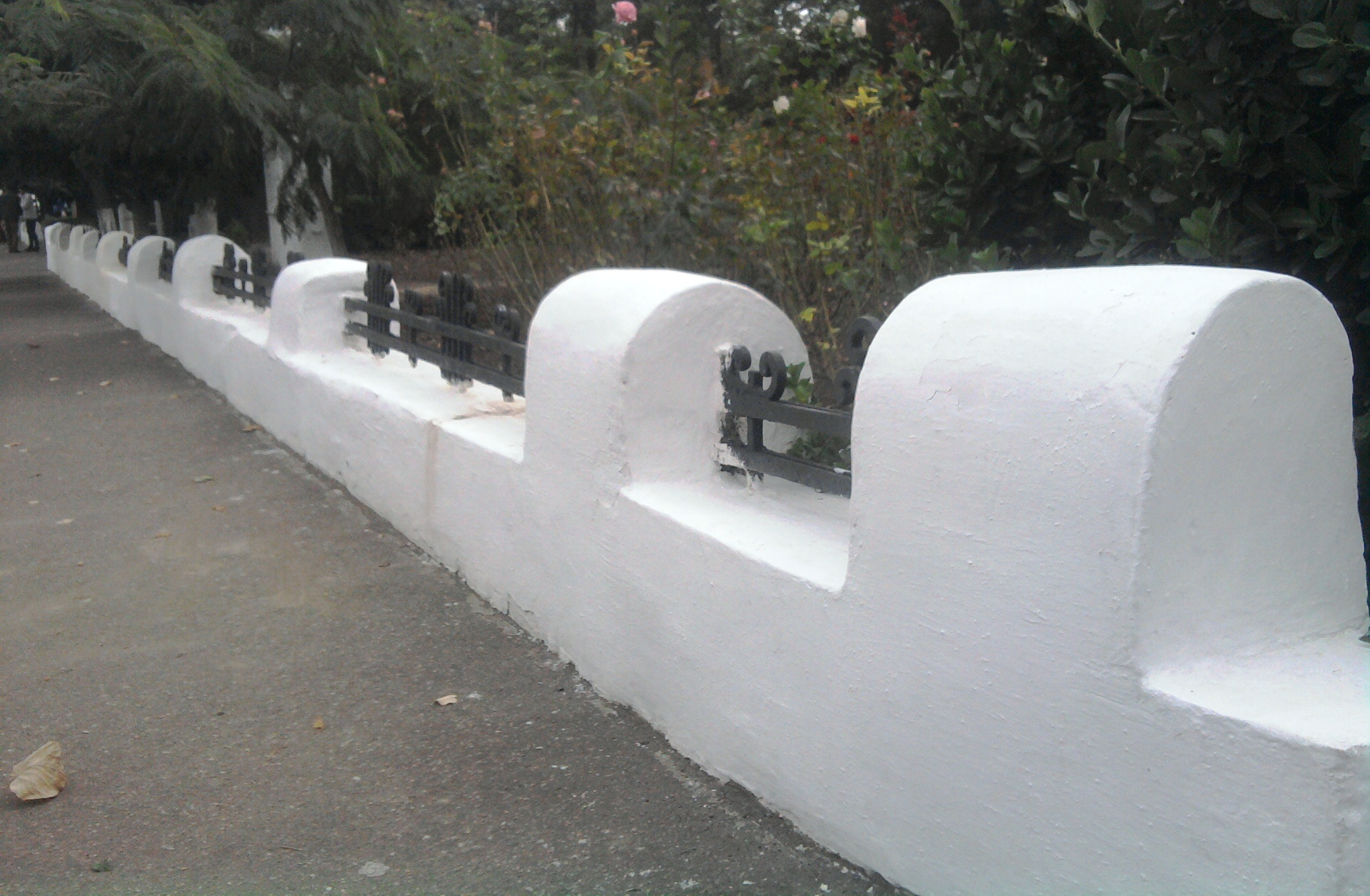
Gard istoric.
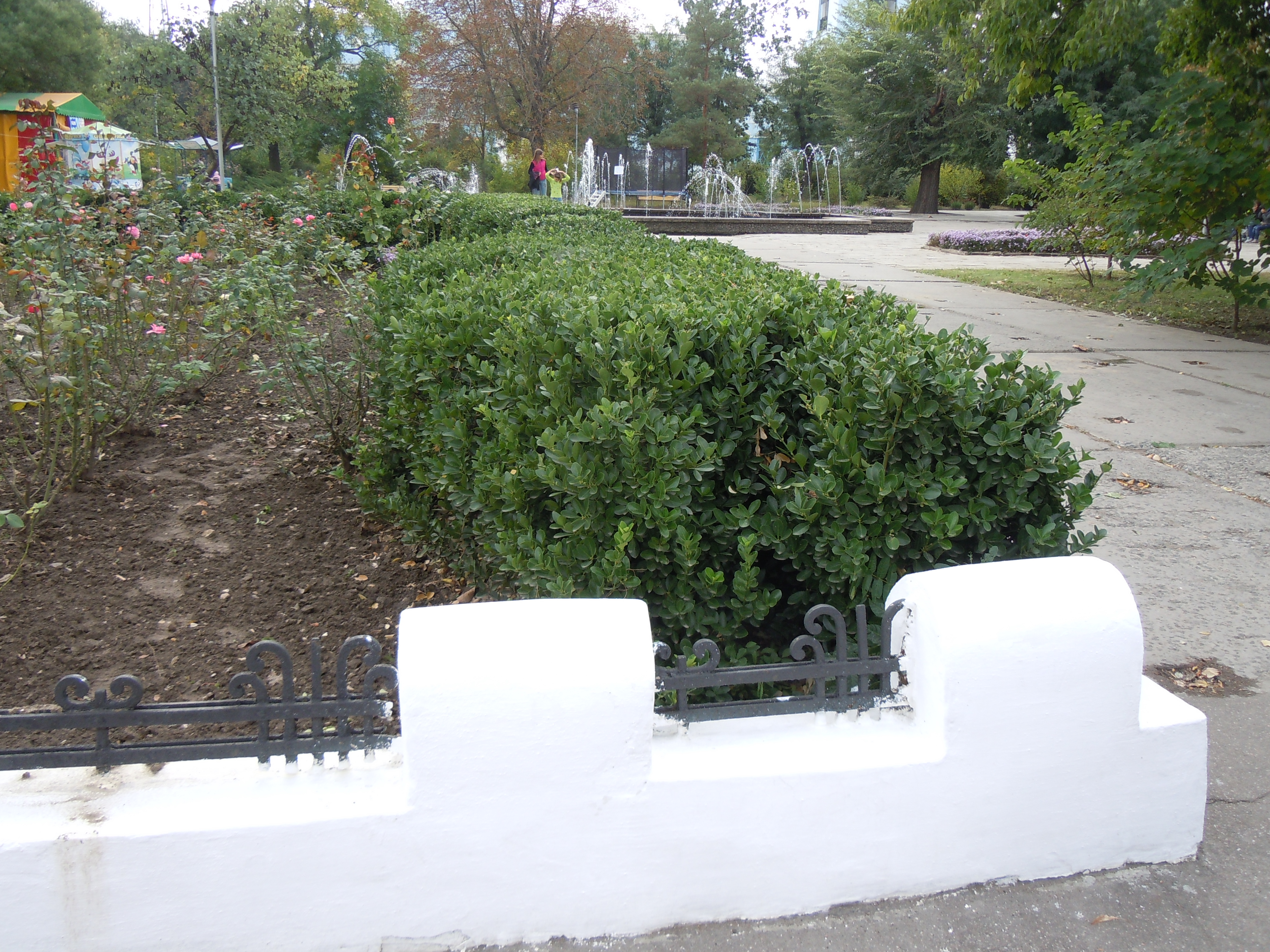
Alee din parc.